# Liste der Naturdenkmäler in Vahrn
Die Liste der Naturdenkmäler in Vahrn (italienisch Varna) enthält die elf als Naturdenkmal ausgewiesenen Objekte auf dem Gebiet der Gemeinde Vahrn in Südtirol.
Basis ist das im Internet einsehbare offizielle Verzeichnis der Naturdenkmäler in Südtirol (Stand: 23. Januar 2015). Dabei kann es sich um botanische, geologische oder hydrologische Naturdenkmäler handeln. Die Reihenfolge in dieser Liste orientiert sich an der ID, alternativ ist sie auch nach dem Namen sortierbar.

## Liste
| Foto |                 | Name                                                                            | Standort                     | Beschreibung                              |
| ---- | --------------- | ------------------------------------------------------------------------------- | ---------------------------- | ----------------------------------------- |
| ja   | Datei hochladen | Schalderer Bach vom Ursprung bis zur Mündung ID: 106_G01                        | 46° 44′ 17″ N, 11° 38′ 28″ O | Hydrologisches Naturdenkmal: Bach         |
| BW   | Datei hochladen | Flagger Bach vom Ursprung bis zum Fuße des Wasserfalles Stierkofels ID: 106_G02 | 46° 45′ 40″ N, 11° 31′ 8″ O  | Hydrologisches Naturdenkmal: Bach         |
| BW   | Datei hochladen | Suhrelacke ID: 106_G03                                                          | 46° 45′ 22″ N, 11° 30′ 26″ O | Hydrologisches Naturdenkmal: Feuchtgebiet |
| BW   | Datei hochladen | Schwarzsee ID: 106_G04                                                          | 46° 44′ 51″ N, 11° 30′ 17″ O | Hydrologisches Naturdenkmal: See          |
| BW   | Datei hochladen | Flaggersee ID: 106_G05                                                          | 46° 46′ 20″ N, 11° 29′ 13″ O | Hydrologisches Naturdenkmal: See          |
| BW   | Datei hochladen | Schrüttenseen ID: 106_G06                                                       | 46° 43′ 16″ N, 11° 33′ 3″ O  | Hydrologisches Naturdenkmal: See          |
| BW   | Datei hochladen | Kastanienhain in Vahrn ID: 106_G07                                              | 46° 44′ 43″ N, 11° 37′ 42″ O | Botanisches Naturdenkmal: Kastanienhain   |
| BW   | Datei hochladen | eine Edelkastanie unterhalb des Bartgaishofes ID: 106_G08                       | 46° 44′ 16″ N, 11° 38′ 5″ O  | Botanisches Naturdenkmal: Kastanie        |
| BW   | Datei hochladen | eine Edelkastanie in Gatsch ID: 106_G09                                         | 46° 44′ 52″ N, 11° 37′ 50″ O | Botanisches Naturdenkmal: Kastanie        |
| ja   | Datei hochladen | eine Linde in Schalders ID: 106_G10                                             | 46° 44′ 22″ N, 11° 35′ 47″ O | Botanisches Naturdenkmal: Linde           |
| ja   | Datei hochladen | Erdpyramiden im Riggertal ID: 106_G11                                           | 46° 45′ 42″ N, 11° 39′ 13″ O | Geologisches Naturdenkmal: Erdpyramiden   |

| Foto: | Fotografie des Naturdenkmals. Klicken des Fotos erzeugt eine vergrößerte Ansicht. Daneben finden sich zwei Symbole: |
| ID    | Identifikator bei der Abteilung Natur, Landschaft und Raumentwicklung der Südtiroler Landesverwaltung               |